# Nepal
Nepal, (nəˈpɑːl, nepalesisk: नेपाल; officielt 2008 Kongeriget Nepal og herefter Den føderale demokratiske republik Nepal) er en indlandsstat, der ligger mellem Indien i øst, vest og syd og Kina (Tibet) mod nord. Landet er beliggende i Himalaya og ti af verdens 16 højeste bjerge ligger i Nepal. Verdens højeste bjerg, Mount Everest, lokalt kendt som Sagarmatha, ligger på grænsen mellem Nepal og Kina. Hovedstaden Kathmandu ligger sammen med byerne Lalitpur, Bhaktapur, Thimi og Kirtipur i Katmandudalen.
Nepal har siden 2008 være en republik. Den politiske situation i Nepal var forinden gennem flere år præget af en voldelig konflikt mellem kong Gyanendra og hans regering på den ene side og Nepals Kommunistiske Parti (maoisterne) på den anden side, mens de traditionelle demokratiske politiske partier havde forskellige placeringer i konflikten. I 2008 blev monarkiet afskaffet og landet erklæret en republik.
Mere end 80 % af nepaleserne er hinduer og ca. 15 % af befolkningen er buddhister.
Landets største byer er Katmandu, Lalitpur (Patan), Pokhara, Biratnagar, Birganj, Nepalganj, Mahendranagar, Butwal, Bharatpur, Hetauda, Dharan, Janakpur og Bhaktapur.

## Nepals rigsvåben
Teksten under rigsvåbnet er Nepals nationale motto, der er skrevet på Sanskrit: "Janani Janmabhumishcha Swargadapi Gariyasi". Den danske oversættelse lyder: "Vort fædreland og Moder Jord er vigtigere end det himmelske kongerige". Den 30 december 2006 fik Nepal et nyt rigsvåben, hvor alle kongelige symboler var fjernet. Det nationale motto blev opretholdt.

## Geografi
Nepal strækker sig i en svagt hældende østvestlig retning henover en række økologiske, geografiske og geologiske bælter på sydsiden af Himalaya. I landets nordvestlige del omfatter Nepal enkelte dele af det højtliggende plateau, der er kendetegnende for Tibet, og som ofte betegnes som Den Tibetanske Højslette. Syd herfor ligger et bjergrigt bælte, der strækker sig fra omkring 2.500 m til toppen af Himalayas højeste tinder, og omkring halvdelen af nordgrænsen følger toppen af Himalaya-kæden. Syd herfor findes det bakkede Mellemnepal eller Middle Hills med frodige dalområder og omhyggeligt terrasserede skråninger, som er Nepals historiske kulturområde. Mellemnepals bakkeområde afgrænses mod syd af Siwalik en østvestgående bræmme af sedimenter, der gennem de seneste par millioner år er skubbet op til højder der spænder fra 800 til 2200 meter af kontinentalbevægelserne (hvorunder Indien med 1-2 cm årligt skubber sig ind under Tibet og Asien). Siwalik-bakkerne er skovbevoksede, men som følge af deres porøsitet uanvendelige til landbrugsformål og Nepals tidligere magthavere fra Rana-styret opretholdt området som en skovklædt vanskelig gennemtrængelig barriere mod deres sydlige naboer (indiske fyrstestater, Britisk Indien og senere det selvstændige Indien). Sydligst ligger en smal bræmme af lavland, der betegnes Terai. Området der har en bredde fra få km til godt 100 km er generelt mest frugtbart i den østlige del, hvorefter frugtbarheden gradvis aftager mod vest. Indtil 1950'ernes og 1960'ernes hårdhændede bekæmpelse af malaria var store dele af området stærkt plaget af denne sygdom. Den lokale befolkning i området – Tharu-folket – havde imidlertid udviklet en høj grad af resistens over for smitte, men i takt med malariamyggens bekæmpelse rykkede andre befolkningsgrupper ind i området og trængte Tharuerne ud på marginalområder i regionen.

## Administrativ opdeling i provinser, distrikter og kommuner
Nepal er en føderal republik bestående af sy provinser. Hver provins består af mellem 8 og 14 distrikter. De i alt 77 distrikter, der igen er opdelt i 753 bykommuner og 460 landkommuner.
Der er efter den hidtil gældende forfatning almindeligt demokratisk valg med 18 års valgret til såvel repræsentanternes hus i parlamentet samt til alle kommunale valg.

## Befolkning
Nepal har en befolkning på omkring 28,5 millioner mennesker (pr. juni 2007), der lever på et areal, der er godt 3 gange så stort som Danmark. Det svarer til 195 mennesker pr. km². Men hovedparten af Nepal er bjergområder, og mindre end 30 % af landet er det muligt at opdyrke. Det betyder at befolkningstætheden i forhold til det dyrkbare areal er så stor som ca. 700-800 pr. km². Landbrugsarealerne er tilsvarende små, og migrationen fra land til by er stigende. Indtil midten af 1980'erne foregik migrationen fra de relativt overbefolkede bakkeområder – hvor hovedparten af befolkningen boede – til lavlandet mod syd. Derefter ændrede migrationsmønstret karakter, og der skete en vækst i vandringen mod byerne, først og fremmest til Kathmandudalen. Befolkningstilvæksten er moderat høj og anslås til 2,2 % årligt. Der er overvægt af børn og unge (40 % af befolkningen er under 15 år) og kun 3,7 % er over 65 år. Nepal er et af de få lande hvor den gennemsnitlige levealder for mænd (60,9 år) er højere end for kvinder (59,5 år).
Omkring halvdelen af Nepals befolkning bor i det smalle sydlige lavlandsområde, Terai. I Mellemnepals bakkeområder (Middle Hills regionen) bor et tilsvarende antal, mens den nordlige bjergregion kun er meget tyndt befolket.

## Kultur
Sproget nepali er et indoeuropæisk sprog som skrives med devanagari, det mest udbredte indiske alfabet. Nepali er modersmål for lidt under halvdelen af befolkningen (47,8 % ved folketællingen i 2001). Derudover tales en lang række andre sprog, men hovedparten af befolkningen forstår dog nationalsproget nepali. Udover nepali anses 12 andre sprog for at have en større udbredelse, hvortil kommer mere end 40 andre sprog og dialekter. Hovedparten af befolkningen taler indoeuropæiske sprog (af samme afstamning som de indo-europæiske sprog i Indien), men en lang række etniske minoritetsgrupper i bakke- og bjergregionen taler sprog, der tilhører tibeto-burmanske sproggrupper og ganske enkelte grupper i lavlandet taler dravidiske sprog.
Den nepalesiske hinduisme (som indtil januar 2007 var statsreligion) er blandet med buddhisme betydeligt mere end i andre hinduiske områder i verden. Derfor ses også hinduistiske templer og ikoner på buddhistiske steder og buddhistiske symboler i flere hindu-templer. 83,6 % af befolkningen betegner sig selv som hinduer, 10 % som buddhister, 4,2 % som muslimer, 1,4 % som tilhørende kirant-religioner og 0,8% andre religioner.

## Politik
Indtil 1990 var Nepal et enevældigt monarki med kongen som højeste myndighed. I 1990 gik kong Birendra med til store reformer der bl.a. førte til indførelsen af konstitutionelt monarki med kongen som statsleder og en premierminister som regeringsleder.
Nepals lovgivende forsamling er et tokammersystem bestående af Repræsentanternes Hus og et Nationalt Råd. Repræsentanternes hus har 205 medlemmer valgt direkte af folket. Det Nationale Råd har 60 medlemmer, 10 nomineret af kongen, 35 valgt af Repræsentanternes hus og de sidste 15 valgt af et valgråd sammensat af folk fra landsbyer og byer. Medlemmer vælges for en fem års periode. Alle nepalesiske borgere over 18 år har stemmeret.
I den demokratiske forfatning fra 1990 var indføjet en undtagelsesbestemmelse, som gav kongen bemyndigelse til – i en undtagelsessituation – at afsætte regeringen, opløse parlament og selv overtage magten. Denne mulighed udnyttede Kong Gyanendra da den siddende regering ikke var i stand til at løse den igangværende konflikt med maoisterne. Skønt det hurtigt viste sig, at kongens indgreb blot gjorde ondt værre, så søgte kong Gyanendra at fastholde og intensivere sit greb om magten. Dette resulterede i at alle demokratiske politiske partier samledes i en alliance (Syv-parti-alliancen) som indgik en fredsaftale med maoisterne. Presset mod kongen tiltog, og efter tre ugers voldsomme demonstrationer i april 2006 overdrog kong Gyanendra atter magten til folket, og de politiske partier genetablerede derefter det parlamentariske system. Maoisterne blev derefter inddraget formelt i det parlamentariske arbejde fra den 15. januar 2007, hvor en midlertidig forfatning samtidig fratog kong Gyanendra hans formelle beføjelser som statsleder.
Efter flere måneders forhandlinger indgik maoisterne i marts 2007 i en midlertidig overgangsregering, der først og fremmest har til formål at arrangere valg til en grundlovsgivende forsamling. I takt med at forhandlingerne trak ud forsvandt også mulighederne for at arrangere valget inden for den planlagte termin (juni 2007), og efter endnu flere forhandlinger blev valget fastsat til afholdelse i november 2007 (men valget blev endnu en gang udsat til 10. april 2008). Ud over at skulle tage stilling til en ny forfatning, skulle parlamentet afgøre monarkiets fremtid. Kong Gyanendras popularitet blandt befolkningen var gradvis mindsket, og opbakningen bag hans søn kronprins Paras var endnu mindre. Men problemet var kompliceret, da kongemagten altid har været tæt forbundet med højkasternes stærke position, skønt de blot udgør 20-25% af befolkningen, men det er herfra landets økonomiske, politiske og militære elite er rekrutteret. Premierminister G.P. Koirala har forsøgt at løse denne gordiske knude ved at lægge pres på kong Gyanendra og kronprins Paras for at få dem til at abdicere inden november-valget, og i stedet udråbe Paras' 5-årige søn, prins Hridayendra, som Nepals nye konge. Forslaget blev officielt end ikke overvejet af maoisterne, som ønskede en total afskaffelse af monarkiet, helst inden valget.

### Valg til forfatningsgivende forsamling 10. april 2008
Uenighed blandt de ledende politiske partier i det fungerende parlament og forretningsministerium resulterede i begyndelsen af oktober 2007 i endnu en udskydelse af valgdatoen. På dette tidspunkt var der blot halvanden måned til det planlagte valg skulle have været afholdt. Forberedelserne var i fuld gang, de politiske partier var registreret af valgkommissionen og valgkampen var i fuld gang. Udskydelsen resulterede i at valget blev afholdt den 10. april 2008. I deltog 54 politiske partier i valget, som blev afholdt som en kombination af flertalsvalg i 240 enkeltmandskredse med et varierende antal opstillede kandidater, kombineret med et forholdstalsvalg, hvor der kunne stemmes på samtlige opstillede partier. Der blev anvendt 2 separate stemmesedler. Nepal er opdelt i 240 valgkredse med en nogenlunde jævn befolkningsmæssig fordeling (i forbindelse med det aktuelle valg er antallet af valgkredse øget med 35 nye valgkredse). Udover de 240 vindere fra enkeltmandskredsene indvælges yderligere 335 medlemmer på baggrund af forholdstalsvalget. Den afgående regering vil derefter udpege yderligere 26 medlemmer, så det kommende parlament eller forfatningsgivende forsamling vil komme til at bestå af i alt 601 medlemmer (240 + 335 + 26). Den store forøgelse af parlamentet fra tidligere 205 parlamentsmedlemmer til den forfatningsgivende forsamlings flerdobling til 601 medlemmer afspejler de enkelte grupperingers frygt for ikke at få en tilstrækkelig stor repræsentation i det parlament, som skal afstikke rammerne for Nepals fremtidige demokratiske struktur.
Valgets resultat
Valgets store sejrherre blev maoisterne, som manifesterede sig som landets markant største parti. I alt blev 25 af de opstillede 54 politiske partier repræsenteret i det nye parlament.
| Parti                                               | Pladser |
| --------------------------------------------------- | ------- |
| Communist Party of Nepal (Maoist)                   | 220     |
| Nepali Congress                                     | 110     |
| Communist Party of Nepal (Unified Marxist-Leninist) | 103     |
| Madeshi Jana Adhikar Forum Nepal                    | 52      |
| Tarai-Madhesh Loktantrik Party                      | 20      |
| Sadbhavana Party                                    | 9       |
| Rashtriya Prajatantra Party                         | 8       |
| Communist Party of Nepal (Marxist-Leninist)         | 8       |
| Janamorcha Nepal                                    | 7       |
| Communist Party of Nepal (United)                   | 5       |
| Rastriya Prajatantra Party Nepal                    | 4       |
| Rastriya Janamorcha                                 | 4       |
| Nepal Workers and Peasants Party                    | 4       |
| 12 mindre partier                                   | 19      |
| Uafhængige kandidater                               | 2       |
| Udpeget af den afgående regering                    | 26      |
| Total                                               | 601     |

## Regionalt samarbejde i Sydasien
Nepal er sammen med de øvrige lande i Sydasien medlem af SAARC (en forkortelse for South Asian Association for Regional Cooperation). SAARC blev stiftet i december 1985 med det formål at fremme det regionale samarbejde inden for regionen, samt øge samhandel mellem landene og styrke Sydasiens økonomisk udvikling. Organisationen har hovedsæde i Kathmandu, Nepal, og følgende stater er medlemmer: Bangladesh, Bhutan, Indien, Maldiverne, Nepal, Pakistan og Sri Lanka samt fra april 2007 også Afghanistan.

## Fotogalleri
- Nepal
- Kathmandu 2013
- Kathmandu efter jordskælvet i 2015
- Pashupatinath
- Bhaktapur
- Changu Narayan
- Patan
- Himalaya
- Mustang